# Déba
Déba (auch: Déba CFA, Doba) ist ein Dorf in der Landgemeinde Torodi in Niger.

## Geographie
Das von einem traditionellen Ortsvorsteher (chef traditionnel) geleitete Dorf befindet sich rund 80 Kilometer westlich des urbanen Zentrums von Torodi, des Hauptorts der gleichnamigen Landgemeinde und des gleichnamigen Departements Torodi, das zur Region Tillabéri gehört. Zu den Siedlungen in der näheren Umgebung von Déba zählen Kokoloko im Nordwesten, Alfassi im Norden, Bolsi im Nordosten, Kakou im Osten, Kodjaga im Südosten und Dogona Boborgou Saba im Süden. Die Staatsgrenze zu Burkina Faso verläuft etwa sieben Kilometer westlich von Déba.
Das Dorf ist Teil der Übergangszone zwischen Sahel und Sudan. Die durchschnittliche jährliche Niederschlagsmenge beträgt hier zwischen 500 und 600 mm.

## Geschichte
Untersuchungen in den 1960er Jahren zufolge trat im Einzugsgebiet des Flusses Sirba nahe der Staatsgrenze die vernachlässigte tropische Krankheit Onchozerkose gehäuft auf. Auch das Dorf Déba war davon betroffen.
Die Region Tillabéri und insbesondere das Departement Torodi waren ab 2019 verstärkt der Gefährdung durch nichtstaatliche bewaffnete Gruppen ausgesetzt. Diese äußerte sich in Angriffen, Morden, Entführungen, Plünderungen und Einschüchterungen. Déba gehörte zu den Dörfern, aus denen deswegen Anfang 2021 Menschen flüchteten. Nach Angriffen bewaffneter Gruppen auf Bolsi, Kakou und weitere Nachbarorte im Mai 2022 flohen auch aus Déba erneut Menschen unter anderem in die Gemeindehauptorte Torodi und Makalondi. Nach entsprechendem Einwirken des Staatspräsidenten Mohamed Bazoum kehrten Geflüchtete Ende Mai 2022 freiwillig in ihr Heimatdorf zurück.

## Bevölkerung
Bei der Volkszählung 2012 hatte Déba 1370 Einwohner, die in 132 Haushalten lebten.

## Wirtschaft und Infrastruktur
Es gibt eine Schule im Dorf.